# 弗兰克·韦恩德尔
弗兰克·韦恩德尔（德語：Frank Wörndl，1959年6月28日—），德国男子高山滑雪运动员。他曾代表西德参加1980年和1988年冬季奥林匹克运动会高山滑雪比赛，其中1988年冬季奥运会获得一枚银牌。